# إيريك كانتونا
ايريك دانيال كانتونا (بالفرنسية: Eric Cantona)‏
```
المولود في 24 مايو في العام 1966، لاعب كرة قدم 
فرنسي
 سابق تألق في التسعينات. أنهى مهنته الكروية مع نادي 
مانشستر يونايتد
 حيث فاز معهم بأربعة ألقاب في الدوري خلال خمس مواسم، وفاز معهم في بطولتين وبطولة اتحاد كرة القدم الإنكليزي مرتان. كانتونا يعتبر من الأشخاص الذين لعبوا دوراً سحرياً عظيماً في إحياء مانشستر يونايتد. يتمتع بمنزلة عظيمة في ناديه. في العام 2001 صُوت له ليكون كلاعب القرن في مانشستر يونايتد، وحتى يومنا هذا، مانشستر يونايتد ينادون كانتونا باسم «ايريك الملك». ايريك كانتونا مشهور أيضاً بمشاكله مع الحكام وإثارة المشاكل مع اللاعبين أو مع الجمهور، ومشهور أيضاً باقتباساته.
```

## الهوية
- الاسم: ايريك دانيال كانتونا
- تاريخ الولادة: 24 مايو من العام 1966
- مكان الولادة: مارسيليا في فرنسا
- الطول:188 سم
- اللقب: الملك
- المركز في كرة القدم: خط الهجوم

## مسيرته الكروية في فرنسا
كانتونا قد وُلد وكبر في مارسيليا. ناديه الأول كان أوكسير حيث قضى عامين في فريق الشباب وذلك قبل أن يظهر لأول مرة في العام 1983م. عام 1984 قد انتقل إعارة إلى نادي Martigues في الدوري الفرنسي الدرجة الثانية. ولكنه عاد بعد ذلك إلى أوكسير ووقع عقداً معهم في العام 1986, أدائه كان جيداً في دوري الدرجة الأولى الفرنسي مما أكسبه ذلك احتراماً دولياً كاملاً.
لقد كان جزء من تشكيلة الفريق الفرنسي الدولي تحت الـ21 عام وفازوا ببطولة أوروبا عام 1988 للشباب «تحت 21 عام»، وبعد ذلك النجاح بقليل قد انتقل إلى نادي مارسيليا مقابل أجر حر. في مباراة ودية ضد توربيدو موسكو قد طُرد كانتونا ورمى قميصه بعد أن تم استبداله. ناديه قد رد على ذلك الفعل بمنعه من اللعب لمدة شهر. بعد عدة أسابيع قام ايريك كانتونا بشتم مدربه الدولي على التلفاز، وعلى الرغم من اعتذاره فيما بعد فقم تم منعه اللعب لمدة عام دولياً.
كانتونا انتقل إلى بورديوكس إعارة حيث أحرز 6 أهداف في غضون 11 مباراة، ومن ثم إلى نادي Montpellier حيث تشاجر مع أحد زملائه في الفريق، حيث طالب بعدها 6 لاعبين من فريقه بطرده. ولكن كل من لروين بلانك وكارلوس فالديراما كانوا يؤيدون بقائه وشجعوه على ذلك وبالفعل كان له دور فعال وكبير مع النادي حيث أحرز 10 أهداف في 33 مباراة، ولا سيما أدائه في الحصول على الكأس الفرنسي. ناديه السابق قد رغب بإعادة كانتونا من جديد.
مع مارسيليا، كان كانتونا على علاقة سيئة مع رئيس النادي بيرنارد، وعلى الرغم من دور كانتونا الفعال مع الفريق والحصول على لقب الدوري الفرنسي الدرجة الأولى معهم، إلا أنه انتقل إلى نادي Nimes بعد مرور موسم واحد. أثناء أحد المباريات قد قام كانتونا برمي كرة على الحكم لأنه قد غضب منه على صنع بعض القرارات الخاطئة. اتحاد كرة القدم الفرنسي قد منعه من اللعب لمدة شهر. رد كانتونا بشتم كل عضو من أعضاء اتحاد كرة القدم الفرنسي، وبذلك قد زادت مدة منعه من اللعب شهر آخر لتصبح شهرين. بعد هذه الحادثة قد قرر كانتونا اعتزال كرة القدم نهائياً وذلك كان في عام 1991.
ولكن أنصار كانتونا لم يعجبهم ذلك وتمنوا أن يستمر في مسيرته الكروية، وكان أهم من أقنعهم للعودة هو ميشيل بلاتيني، وبالفعل قد اقتنع كانتونا للعودة إلى الكرة ولكن هذه المرة في انكلترا ليبدأ مهنته الكروية من جديد.
ويعتبر من أفضل اللاعبين في العالم.

## مسيرته الكروية في انكلترا

### مع مانشستر يونايتد
مانشستر يونايتد كانوا يائسين من انضمام كانتونا في البداية وخصيصاً بعد بيع اللاعب مارك روبينز، فبداية الموسم قد عانى الفريق من عقم الأهداف. ولكن سرعان ما تأقلم كانتونا مع الفريق وأخذت رشاشات الأهداف تتوالى من مانشستر يونايتد، إن كانتونا لم يحرز الكثير من الأهداف فحسب، بل قد ساعد في إحراز الأهداف أيضاً. وبتعاونه مع النادي قد فاز مانشستر يونايتد ببطولة الدوري في العام 1993 لأول مرة بعد مرور 26 عام، ومن ثم فازوا ببطولة الدوري مرة ثانية على التوالي في العام 1994وبالإضافة إلى ركلتي الجزاء التي نفذهما كانتونا ليساعدهم في الفوز على تشيلسي في كأس الاتحاد الإنكليزي.
ايريك كانتونا قد ركل أحد مشجعي نادي كريستال بالاس. أصبح كانتونا بعد ذلك مشهوراً للحادثة التي حصلت في الخامس والعشرين من يناير من العام 1995. وذلك في مباراة الإياب ضد كريستال بالاس، حيث طرد الحكم كانتونا لأنه قد قام بتوجيه ركلة عنيفة وحقودة على مدافع كريستال وهو ريكارد شاو، وبعد أن سحب قميصه قد وجه ركلة كونفو على أحد مشجعي نادي كريستال والذين يسيئون إليه، ذلك المشجع اسمه ماثيو سيمونز. في المؤتمر الصحفي والذي عُقد فيما بعد، قال كانتونا مقولته الأكثر شهرة. فحالما تجمع الصحفيون ليسمعوه يتكلم، قد دخل كانتونا الغرفة وجلس ثم تكلم بطريقة متعمدة وهادئة باللكنة الإنكليزية:
«عندما تطارد طيور النورس...سفن الصيد...هذا لأنهم يظنون بأن السيردين سوف يُرمى في البحر»
"When the Seagulls... follow the trawlers... it's because they think... Sardines will be thrown into the Sea"
بعد ذلك قد نهض من مقعده وغادر، تاركاً الكثير من الحشود المجتمعة ترتبك. لقد حُكم عليه 120 ساعة ليعمل في الخدمات الاجتماعية بعد حكم استئناف ألغى حكم اسبوعين سجن على الهجوم، وقد غُرم بعشرين ألف يورو. لقد تم منعه من اللعب من قِبل منظمة كرة القدم حتى أوكتوبر القادم. مانشستر يونايتد في النهاية خسرت لقب البطولة والتي ربحها بلاكبيرن.
كان هناك الكثير من التوقعات بأن كانتونا سوف يغادر الكرة الإنكليزية بعد أن ينتهي حكمه، ولكن أليكس فيرغيسون قد أقنعه بالبقاء في مانشستر يونايتد، وقد اقتنع كانتونا بذلك. لقد باعت مانشستر يونايتد حينها العديد من اللاعبين المميزين في مانشستر واستبدلتهم بلاعبين فتيان آخرين من نادي الشباب، ومع ذلك فإن هؤلاء اللاعبين لم يكونوا الخيار الأحسن، إذ كان التفاهم الأفضل هو ما بين كانتونا وريان غيغز، كانتونا أحرز ركلة جزاء ضد ليفربول في مباراته الأولى بعد منعه من اللعب، وأهدافه أنقذ مانشستر يونايتد في استعادة لقب الدوري من جديد حيث الفرق بينها وبين نيوكاسل 12 نقطة، وذلك كان في العام 1996 في يناير، عملياً تستمر مانشستر يونايتد بحملتها الصليبة برجل واحد للحفاظ على لقب البطولة عدة مرات. قد تكون عملياً سلسلة من انتصارات 1 مقابل 0 لمانشستر يونايتد بهدف وحيد من كانتونا. لقد أحرز أيضاً نفس هدف الفوز في تلك العام في نهائي كأس الاتحاد الإنكليزي، محرزاً في مباراته الأخيرة في الموسم ضد الفريق الذي لعب ضده في بداية الموسم ليفر بول. قد جرى مقابلة مع كانتونا بعد تلك المباراة حيث قال:
«هذه هي الحياة كما تعلمون. يوماً لك ويوم عليك»
"You know that's life. Up and down."
دفع كانتونا فريقه إلى نجاح أعظم في أوروبا العام التالي، مع وجود أمثال ريان غيغز واللاعب الشاب ديفيد بيكام وباول سكولز وغاري نيفيل والذين برزوا تحت تأثيره. عندما احتفظت مانشستر باللقب في موسم 97-1996 يكون كانتونا قد حصد 6 ألقاب في الدوري في غضون 7 سنوات، وهذا العام الذي لم يحصل فيه كانتونا وناديه على لقب الدوري هو العام الذي حصلت فيه أزمة كانتونا بعد تلك الركلة وذلك كان في العام 1995. وعن عمر يناهز الثلاثين قد اعتزل كانتونا كرة القدم نهائياً، حيث كانت ضربة مفاجئة للجماهير العاشقة سواء لهذا اللاعب أو لنادي مانشستر. لقد أًبح بعد فترة قصيرة من اعتزاله كابتن الفريق الدولي الفرنسي لكرة قدم الشواطئ.
في عام 2004, قد اقتبس من كانتونا يقول:
«أفتخر جداً عندما أسمع أنصاري يغنون باسمي، ولكنني أخشى أن يتوقفوا عن الغناء باسمي في الغد. أخشى ذلك لأنني أحبهم. وكل شيء تحبه، تخاف أن تخسره»
"I'm so proud the fans still sing my name, but I fear tomorrow they will stop. I fear it because I love it. And everything you love, you fear you will lose."
في العام 2006، صحيفة صن قد ذكرت بأن كانتونا قد قال عن مانشستر بأنهم قد فقدوا روحهم وأن اللاعبين الحاليين هم باقة من الخرفان. حيث زاد قلقه بشأن مستقبل الشياطين الحمر وأنهم بدؤوا يخسرون فلسفتهم خصوصاً بعد رحيل روي كين وقد تحدث عن جورج بيست أسطورة مانشستر والذي مات في عام 2005, بأنه يمكن أن نزامن بدء موت مانشستر يونايتد مع رحيل هذا اللاعب في ذلك العصر. وتحدث عن الحرية التي يمكن أن يصنعها اللاعب مع مانشستر يونايتد، حيث يستطيع الشخص أن يعبر عن نفسه.

## حياته بعد اعتزال كرة القدم
لقد تركزت مهنة كانتونا بعد اعتزال كرة القدم في السينيما الفرنسية، حيث مثل في العديد من الأفلام الفرنسية وأدار فيلماً قصيراً أيضاً في عام 2002 خارج فرنسا وهو Apporte-moi ton amour. ظهر كسفير فرنسي في فيلم اليزابيث Elizabeth من بطولة كايت بلانشيت في العام 1998.
لقد ظهر كانتونا أيضاً في العديد من الإعلانات التلفزيونية، ولا سيما مع شركة نايك. ظهر في الحملة الاعلانية العالمية في فترة التحضير لكأس العالم 2002. لقد ظهر في دعاية كمنظم لبطولة اسمها بطولة العقرب تجري ما بين عدة فرق مكونة من نجوم مشاهير أمثال تيري هنري ورونالدو وروبيرتو كارلوس ولويس فيغو. وقد ظهر أيضاً يلعب الكرة مع إيان رايت وستيف ماكمانامان وروبي فولر. في كأس العالم 2006 ظهر كانتونا كناطق ومقدم في دعايات منظمة جوغا بونيتو منظمة تهدف للتخلص من اللعب المزيف في كرة القدم. لقد ظهر أيضاً في دعاية اليوروميليونز الارلندية وهو اليانصيب.
واصل كانتونا مهنته في كرة قدم الشواطئ في جنوب آسيا في كرة القدم الافتتاحية عام 2002 في Kronenbourg، في مدينة Brighton. لقد أدار الفريق الفرنسي والذي فاز في كأس العالم لكرة قدم الشواطئ الافتتاحية للعام 2005.
لقد ظهر اسم ايريك كانتونا في قاعة الشهرة لكرة القدم الإنكليزية وهذا ما أكسبه اسماً كبيراً في تاريخ كرة القدم في العالم.
في العام 2005، مشجعي مانشستر يونايتد أرادوا الاحتفال بمناسبة مرور 10 سنوات على حادثة كانتونا الشهيرة بعد تنفيذه لركلة الكونفو على أنصار نادي كريستال بالاس ماثيو سيمونز، وذلك بارتدائهم لأقنعة كانتونا. ولكن مدير بالالس قد حذرهم بأنه سوف يقوم بطرد أي شخص يقوم بارتداء أقنعة كانتونا. وهكذا لن يُسمح لأي من الجماهير دخول الملعب وحضور المباراة وهو يرتدي قناع كانتونا.

### الترشح للرئاسة
في عام 2012، أعلن كانتونا نيته الترشح للرئاسة في فرنسا، بعد أن قام خلال عام 2011 بدعوة (للثورة من خلال المصارف) من خلال الإنترنت، حيث قال في شريط فيديو «إذا وجد عشرون مليون شخص يسحبون أموالهم، فإن النظام المصرفي سينهار». وأضاف في ندائه «الثورة تبدأ في المصارف، بدلاً من التظاهر في الشارع كيلومترات عدة اذهب إلى مصرفك واسحب أموالك».
ولم تلق دعوته لإفراغ المصارف التجارية صدى ملحوظا، كما اعتبر مسؤولون عدة أن هذه الدعوة تفتقر إلى الحس بالمسؤولية.

## اقتباسات

### منه
- «عندما تطارد طيور النورس...سفن الصيد...هذا لأنهم يظنون بأن السيردين سوف يُرمى في البحر»
- «هذه هي الحياة كما تعلمون. يوماً لك ويوم عليك»
- «أفتخر جداً عندما أسمع أنصاري يغنون باسمي، ولكنني أخشى أن يتوقفوا عن الغناء باسمي في الغد. أخشى ذلك لأنني أحبهم. وكل شيء تحبه، تخاف أن تخسره»
- لم أدرس;لقد عشت. لا يمكنك أن تدرس هذه الأشياء - فالحياة هي من تدرسك إياها. لن تجد مثل هذه الأشياء في الكتب...لقد قرأت الكثير عن سقراط في الصفحة الثالثة من الشمس"
- «أشعر بأنني قريب من العصيان وحماسة الشباب هنا. ربما الوقت سوف يفصلنا، ولكن لا أحد يستطيع أن ينكر ذلك هنا، خلف نوافذ مانشستر يونايتد، هناك حب مجنون لكرة القدم، مؤلف من الموسيقى والاحتفالات»
- عندما تكون رجلاً غنياً فأنت فخور لامتلاكك رولز رويس، وعندما تكون رجلاً فقيراً فأنت فخور لامتلاكك رينو"
- فرنسا لا تستحق أوكسير..انكلترا من تستحق أوكسير
- عامة الناس الإيرلنديون يجب أن ينحنوا لأقدام روي كين، لا أن يلوحوا لهم فهو اللاعب الأفضل والذي يستحق الافتخار به للأبد"
- لقد لقب زميله الفرنسي ديديه ديشامب باسم «الناقل المائي» لأنه اللاعب الوحيد الذي يتقن التمرير إلى اللاعبين الموهوبين في تلك الفترة.
- «أنا لا ألعب ضد فريق معين. أنا ألعب ضد فكرة الخسارة» الجزء الثاني من الاقتباس مكتوب على جسد كانتونا، في صورته الخاصة لفيفا 100, حيث تواجد اسمه ضمن أفضل 125 لاعب حي وفق اختيار بيليه.
- «عندما تفوز ببطولة فإن المدينة تصبح ملكا لك»

### عنه
- «من يحتاج إلى بيليه عندما تشاهد ايريك كانتونا؟!» قالها المعلق الرياضي مارتين تايلر في مباراة مانشستر يونايتد ضد تشيلسي في موسم 04-2003 في اللحظة التي هز فيها كانتونا شباك المرمى من منتصف الملعب.
- «أعطي كل الشمبانيا التي شربتها لألعب معه في مباراة أوروبية كبيرة في ملعب أولد ترافود» قالها الأسطورة جورج بيست.
- ياقته المشدودة، صراحته، صدره المرفوع، يدخل الحلبة كما لو أنه يملك مكاناً لعيناً. أي حلبة، في أي مكان، ولكن ليس أكثر من الأولد ترافورد. إنها حلبته المفضلة. لقد أحبها، الناس عشقوه بوجوده بها" قالها زميله في مانشستر يونايتد روي كين

## السيرة السينمائية
ظهر ايريك كانتونا في العديد من الأفلام الفرنسية، أهم هذه الأفلام:
- Le bonheur est dans le pré - في العام 1995
- Eleven Men Against Eleven في العام 1995 - دور لاعب
- Elizabeth - في العام 1998
- Mookie - في العام 1998
- Les enfants du marais - في العام 1999
- La grande vie! في العام 2001
- L'Outremangeur - في العام 2003
- La vie est à nous - في العام 2005
- Une belle histoire - في العام 2005

## وصلات خارجية
- إيريك كانتونا على موقع IMDb (الإنجليزية)
- إيريك كانتونا على موقع الموسوعة البريطانية (الإنجليزية)
- إيريك كانتونا على موقع ألو سيني (الفرنسية)
- إيريك كانتونا على موقع ميوزك برينز (الإنجليزية)
- إيريك كانتونا على موقع أول موفي (الإنجليزية)
- إيريك كانتونا على موقع قاعدة بيانات الأفلام السويدية (السويدية)
- إيريك كانتونا على موقع ديسكوغز (الإنجليزية)
- إيريك كانتونا على موقع قاعدة بيانات الفيلم (الإنجليزية)
- إيريك كانتونا على موقع كينوبويسك (الروسية)
- إيريك كانتونا على موقع الاتحاد الدولي (مؤرشف)  (الإنجليزية)
- إيريك كانتونا على موقع الاتحاد الأوربي (الإنجليزية)
- إيريك كانتونا على موقع قاعدة بيانات كرة القدم.إي يو (الإنجليزية)
- إيريك كانتونا على موقع بيانات كرة القدم. دي إي (الألمانية)
- إيريك كانتونا على موقع ليكيب (الفرنسية)
- إيريك كانتونا على موقع ناشيونال فوتبول تيمز (الإنجليزية)
- إيريك كانتونا على موقع Soccerbase.com (لاعب) (الإنجليزية)
- إيريك كانتونا على موقع Soccerway.com (الإنجليزية)
- إيريك كانتونا على موقع عالم كرة القدم.نت (الإنجليزية)

- مؤتمر صحفي عن مقولة كانتونا الشهيرة على يوتيوب
- عشاق كانتونا يرتدون أقنعة بوجه كانتونا وتحذير مدير بالاس لهم بطردهم
- ركلة الكونفو على ماثيو سيمونز، أحد مشجعي نادي بالاس على يوتيوب